# Жељко Ђурић
Жељко Ђурић (Панчево, 1952) српски је италијаниста, редовни професор италијанске културе и новије италијанске књижевности на Катедри за италијанистику на Филолошком Факултету у Београду.

## Биографија
Ђурић је основну и средњу школу завршио у Београду, где је 1975. дипломирао на Филолошком факултету. Магистрирао је три године касније, одбранивши рад Тодор Манојловић и италијанска књижевност, да би се потом запослио на Катедри као библиотекар. Године 1980. постао је асистент за италијанску књижевност, а 1991. је докторирао с темом Д’Анунцио и данунцијанство у српској и хрватској књижевности. До 1998. ради на Факултету као доцент, да би га потом напустио, и добио звање ванредног професора на Филозофском факултету у Никшићу. Враћа се на Факултет у Београду 2003, а годину дана касније (1. октобра) постаје управник Катедре за италијанистику, и на тој позицији остаје четири године. Године 2008. добија звање редовног професора. Написао је кратку хронологију великих догађаја у историји Италије, књигу о античкој римској, средњовековној и савременој Италији, насловљену једноставно О Италији.
Бави се Д’Анунциом, Леопардијем, Салватореом Квазимодом, Манцонијем, Томазеом, Ч. Бекаријом, Ђ. Кардучијем, рецепцијом италијанске књижевности у српској и хрватској, историјом институција културе и књижевних часописа; од домаћих писаца, писао је о Владану Десници, Милошу Црњанском, Иви Андрићу, Мирославу Крлежи, С. М. Љубиши, Тодору Манојловићу, В. Назору, Еросу Секвију, М. Цару и другима.